# アルマンド・サ
アルマンド・サー（Armando Sá, 1975年9月16日 - ）は、モザンビーク出身の元サッカー選手。モザンビーク代表であった。ポジションはDF。
同国出身の選手としては珍しく、旧宗主国であるポルトガル以外の強豪リーグでプレーした経験をもつ。

## 経歴

### ポルトガル時代
20代前半はポルトガルの小クラブでプレーした。1998年にリオ・アヴェFCに移籍し、そこでのパフォーマンスはSCブラガの目に留まるほどだった。ブラガでは数ヶ月だけプレーし、2001年12月に同僚のリカルド・ロチャやティアゴ・メンデスとともにSLベンフィカに移籍した。移籍当初は明確なレギュラーではなかったが、2シーズンで51試合に出場した。

#### スペイン時代
2004年夏にスペインのビジャレアルCFに移籍し、8月30日のバレンシアCFとのバレンシアダービーでデビューした。この試合は左サイドバックとしてフル出場した。2004-05シーズンは20試合に出場した。クラブ最高位の3位にはいり、翌シーズンのUEFAチャンピオンズリーグ出場権を獲得した。UEFAカップは準々決勝のAZアルクマール戦ファーストレグなど4試合に出場した。
2005年夏にRCDエスパニョールに移籍し、8月28日のヘタフェCF戦でデビューした。2005-06シーズンはやはり20試合に出場したが、途中出場が多く後半戦は出場機会自体が少なかった。カディスCF戦とセルタ・デ・ビーゴ戦の2試合でレッドカードを受けた。このシーズンにはスペインでプレーした2シーズンで唯一の得点を決めている。コパ・デル・レイの決勝でレアル・サラゴサに勝利し、4度目の優勝を果たした。2006-07シーズンは出場機会がなかった。

#### イングランド時代
2007年1月にFLチャンピオンシップ（2部）のリーズ・ユナイテッドFCにレンタル移籍した。このシーズンのリーズにはアンゴラ代表のルイ・マヌエル・マルケス、トリニダード・トバゴ代表のトニー・ワーナー、アイスランド代表のギルフィ・エイナルションなど小国出身の選手が多数いた。FAカップのウェスト・ブロムウィッチ・アルビオンFC戦でデビューした。左右のサイドバックのほか、中盤でプレーすることもあった。

#### イラン時代
2007年7月、イラン2部リーグのフーラードFCに移籍した。フーラードはサの義父である元ポルトガル代表監督のアウグスト・イナシオが新監督に就任していた。1年で1部昇格を達成し、サはセパハンFCに移籍した。

### モザンビーク代表
モザンビーク代表として23試合に出場した。

## タイトル
ベンフィカ
- タッサ・デ・ポルトガル : 2003-2004

ビジャレアル
- UEFAインタートトカップ : 2004

エスパニョール
- コパ・デル・レイ : 2005-06

セパハン
- ペルシアン・ガルフ・プロリーグ : 2009-10